# Gustave Cordon
Pour les articles homonymes, voir Cordon.
Gustave Cordon, né le 15 avril 1854 aux Ponts-de-Cé où il est mort le 22 février 1915, est un docteur en médecine de la Compagnie des chemins de fer de l'Ouest, puis de l'Administration des chemins de fer de l'État et un homme politique français.

## Biographie
Le docteur Cordon est le fils unique de René-Félix Cordon et de Marie Maillet. Il est issu d'une famille de vignerons à Mûrs-Érigné. Son arrière grand-père, François Cordon, fut un militaire de l'Armée catholique et royale. Il fut tué par les Républicains pendant la guerre de Vendée, à la Bataille des Ponts-de-Cé.
Jeune garçon de la campagne destiné à la viticulture, Gustave se révêle être très intelligent et doté d'une curiosité remarquable. Ainsi, il prendra pour modèle le médecin d'origine allemande, Jean-Chrétien Hœfer, dont il étudiera la quasi-totalité des ouvrages. C'est à Paris, plus précisément à la Faculté de Médecine, qu'il a obtenu son doctorat en médecine en 1880 à tout juste 26 ans.
Le 7 janvier 1884, il épouse Marie-Camille Gigault, issue d'une famille de riches marchands bourgeois de Beaufort-en-Vallée. Leur fille unique, Marie-Madeleine, née le 5 août 1888, épouse le 11 avril 1910 Eugène Raphael Fontaine, un éminent industriel, propriétaire de la Maison Fontaine, une scierie mécanique à Alençon (Orne). Le couple Fontaine-Cordon a eu trois enfants, dont les descendants restent très attachés aux Pays de la Loire.
Son dévouement et son implication pour la Maine-et-Loire, notamment pour la ville des Ponts-de-Cé et ses habitants, lui ont permis de bâtir sa grande notoriété à travers le pays, jusqu'au sein du gouvernement français, où René Viviani était l'un de ses amis proches.
Mort subitement en pleine Première Guerre mondiale, il fut rapidement oublié et remplacé par d'autres jeunes médecins prometteurs.

## Dévoué à la protection de l'enfance
Le docteur Cordon a accordé une place toute particulière dans sa vie à la protection de l'enfance, dont plusieurs faits graves, hors accidents, l'on conduit sur cette voie. Ainsi, en 1885, il autopsie le cadavre en putréfaction d'un jeune enfant de 12 ou 13 ans retrouvé dans un fossé de Sainte-Gemmes-sur-Loire, dont le crâne avait été fracturé et dont les jambes portaient les traces de nombreux coups de couteau. Le corps avait séjourné une quinzaine de jours dans la Loire. En 1908, une jeune fille de 14 ans est reçue par le docteur avec sa mère pour une prise de poids anormale depuis trois mois. Il s'avéra que l'enfant était en enceinte de 6 mois et était abusée par son beau-père depuis deux ans.

## Scènes de crime et expertises médico-légales
Le docteur Cordon, souvent contacté par les forces de l'ordre et les tribunaux, s'est retrouvé sur de nombreuses scènes de crime, noyades, suicides et accidents, parfois terribles, au cours de sa carrière. En 1889, il autopsie le cadavre de la veuve Aubry, trouvée morte chez elle aux Ponts-de-Cé. La partie gauche de son crâne avait été broyé par plusieurs coups d'un objet contondant, peut-être un marteau, et son sang avait jaillit dans sa chambre en grande abondance. Sans le savoir, il conduisit presque de force le cousin réticent de la victime chez les gendarmes pour qu'il déclare le décès. Cet homme s'avéra être en réalité l'assassin,.

## Funérailles
Son décès prématuré, causé par une longue affection cardiaque, déclencha un choc en Maine-et-Loire, un très grand nombre de personnes d'Angers, des Ponts-de-Cé et des environs assistèrent à ses obsèques où il reçut les honneurs du capitaine Milon, des officiers et sous-officiers de la compagnie des sapeurs-pompiers. On remarqua la présence de très nombreuses personnalités angevines et françaises (médecins, notaires, juges, avocats, académiciens, politiciens, militaires, etc.). Il fut inhumé au cimetière Saint-Maurille des Ponts-de-Cé dans le caveau familial, toujours présent, où reposaient déjà ses parents et son épouse. La veille de sa mort, il soignait encore des malades et assistait au conseil municipal,.

## Catastrophe ferroviaire du 4 août 1907
Le docteur Cordon s'était rendu hâtivement sur les lieux de l'accident, au pont Saint-Maurille des Ponts-de-Cé. Parmi les 280 voyageurs du train, 50 furent précipités dix mètres plus bas dans la Loire. On décompte 20 blessés et 27 morts. Il prodiguera les premiers soins et mettra à disposition 3 000 anciens francs au préfet, pour aider les secours. Il décide que les funérailles des victimes seraient aux frais des Chemins de fer de l'État, déjà largement critiqués dans la presse pour le mauvais entretien du réseau ferré. Selon le préfet Monsieur Bourdon, le docteur avait fait preuve d'un dévouement admirable.

## Catastrophe ferroviaire du 14 février 1911
Le docteur Cordon, son épouse et sa fille, alors enceinte de huit mois, revenaient de Paris, où ils avaient fait des achats en préparation de l'accouchement. Le docteur et sa fille se trouvent dans la voiture-restaurant. Leur train, lancé à grande vitesse, en percute un autre, déjà à l'arrêt en gare de Courville. Le tamponnement causa treize morts, dont l'épouse du docteur, qui connut une fin tragique, bloquée dans l'incendie de la voiture de première classe. Gustave, projeté hors du train, a le bras gauche brisé en trois endroits et deux côtes enfoncées. Malgré ses blessures, il s'empresse de prodiguer les premiers secours aux survivants, au beau milieu des flammes, des amas d'acier et des cris. Miraculeusement, sa fille unique et son futur petit-fils à naître étaient indemnes. Eugène-Raphael Fontaine, gendre du docteur, vient les soutenir. Il identifie la dépouille de madame Cordon, grâce à sa bague.

## Rapport sur Lourdes
Le 20 août 1897, le docteur Cordon se rend à Lourdes pour étudier les sanctuaires miraculeux. Selon lui, espérer y guérir est une mauvaise chose d'un point de vue médical. Pour les vrais malades, le voyage fatigue et aggrave les maux, l'eau très froide du bassin véhicule les maladies contagieuses et n'est renouvelée que deux ou trois fois par jour. Le long exode des trains de malades à travers la France favorise la propagation de la tuberculose et des autres maladies. L'hygiène y est relégué au second plan, le surnaturel primant sur tout. En résumé, médicalement, Lourdes est un danger.

## Recherches et études
- Expérimentations pour la mission de reconstitution des vignobles du département de Maine-et-Loire. Adaptation, culture, greffage et pépinières de Rupestris américaines à Soulaines et Mûrs-Érigné (Anjou)[15].
- Membre du Congrès international de la tuberculose tenu à Paris, du 2 au 7 octobre 1905[16].
- Membre de la commission de la protection infantile, en 1909[17].
- Vice-président du syndicat de viticulture de l'Authion[9].

## Échecs
- Résultats déplorables et nuisibles sur le pinot gris de la Loire, après un essai d'utilisation d'arséniate de plomb pour tenter de détruire la Cochylis[18].

## Découvertes et avancées
- Élaboration de nouveaux vins rouges et blancs, grâce à la création de vignes hybrides de types Rupestris-Cordifoliés et Rupestris-Riparia.
- Exposé sur les bienfaits de l'aération et de toutes les mesures de salubrité nécessaires à prendre dans toutes les écoles, pour assurer la santé des enfants en 1893[19].
- Première guérison en Anjou d'un cas sévère de la maladie de croup, traité par la sérothérapie, selon la méthode de Roux, en 1894[20].
- Réalisation d'un projet d'éclairage électrique public pour les habitants des Ponts-de-Cé avec la participation du maire de la commune, Monsieur Boutton, en 1895[21].
- Nouvelle méthode bien plus simple et ingénieuse pour la guérison de la tarsalgie : l'exercice de la bicyclette, en 1902[22].

## Œuvres littéraires
- Étude sur le diagnostic des fièvres typhoïdes anormales et des fièvres continues simples, Paris, 1880[23].
- Le sucrage et la mévente des vins en Anjou, Angers, 1895[24].
- De l'ignorance des causes morbides et de ses conséquences, Paris, 1913[25].